# Inšušinak
Inšušinak (sumerisch NIN.Šušinak „Herr von Susa“; NIN.MUŠ3.EREN „Herr des Zedernlandes [Elam]“) ist eine der Hauptgottheiten in Elam und die Hauptgottheit von Susa. Inšušinak ist in fast allen Epochen der elamitischen Geschichte bezeugt, während andere Gottheiten nur in kurzen Perioden belegt sind. Inšušinak hatte in Susa eine Zikkurat, die allerdings nur durch Inschriften bezeugt ist. Auch die Zikkurat von Tschoga Zanbil ist ihm geweiht. In Susa erscheint er oft in Rechtsurkunden.
Die älteste Überlieferung von Inšušinak stammt wahrscheinlich von einer Liste von Gottheiten aus Abū Ṣalābīḫ aus der Mitte des 3. Jahrtausend v. Chr., auf der unter anderen die Gottheit dnin-šušinak aufgeführt ist. Mit der mit ziemlicher Sicherheit weitergeführten Verehrung aus der späten neuelamischen in die achämenidische Zeit hat der Kult für Inšušinak über 2000 Jahre bestanden.
Inšušinak wird mit dem mesopotamischen Gott Ninurta gleichgesetzt, einem Kriegergott, der zudem der Herr von Fruchtbarkeit, Wachstum, Fischreichtum und Frühlingsüberschwemmung war, alles Voraussetzungen für reiche Ernten, die auch in Inšušinaks Aufgabenbereich fallen. Eine andere Auffassung setzt Inšušinak in Beziehung zu Inanna, der wichtigsten Gottheit von Uruk, mit der ihn das Logogramm MUŠ3 verbindet. Inšušinak ist auch für Recht und Ordnung sowie das Wohlergehen des Landes zuständig. Zudem ist er der Herr der Unterwelt und Totenrichter, was ihn in die Nähe des mesopotamischen Gottes Nergal rückt. Inšušinak hat zahlreiche Beinamen, die sich aus seiner Bedeutung und seinem Aufgabenbereich ergeben, so „König der Götter“, „Vater der Schwachen“ und „Schirmherr der Götter des Himmels und der Erde“. Als Symbol des Inšušinak gilt die mit der Unterwelt verbundene Schlange.